# まっかりユースホステル
まっかりユースホステルは、日本ユースホステル協会に加盟している北海道真狩村のユースホステル。
畑の中に立地し、施設からは羊蹄山を仰ぎ見る。羊蹄山登山口まで車で5分と近く、そのほかにも近辺にはアウトドアが楽しめる場所が豊富にある。YH所有のイモ畑での農業体験や、きのこ狩りツアーなども行なっている。

## 設備
- 個人や小グループに適している
- グループで一室利用可
- 駐車場あり
- 駐輪場あり
- 洗濯機あり
- 乾燥機あり
- 荷物預かりあり
- クレジットカード可
- 周辺にスポーツ施設あり
- 周辺にスキー場あり
- 周辺に温泉あり- - 真狩温泉
- レンタサイクルあり

## アクセス
- JR倶知安駅より（バス・ルスツ高原行40分）真狩下車。徒歩15分。JRニセコ駅・ルスツリゾートバス停まで送迎あり（要連絡）。